# Ключевсько
Ключевсько (пол. Kluczewsko) — село в Польщі, у гміні Ключевсько Влощовського повіту Свентокшиського воєводства.
Населення — 878 осіб (2011).
У 1975—1998 роках село належало до Пйотрковського воєводства.

## Демографія
Демографічна структура на день 31 березня 2011 року:
|          | Загалом | Допрацездатний вік | Працездатний вік | Постпрацездатний вік |
| -------- | ------- | ------------------ | ---------------- | -------------------- |
| Чоловіки | 429     | 79                 | 303              | 47                   |
| Жінки    | 449     | 98                 | 249              | 102                  |
| Разом    | 878     | 177                | 552              | 149                  |